# Canalis nasolacrimalis

A szem könnykészüléke (a g jelű anatómiai képződmény a canalis nasolacrimalis)

A ductus nasolacrimalist tartalmazó járatot canalis nasolacrimalis-nak hívják. A concha nasalis inferior, a felső állcsont (maxilla) és a könnycsont (os lacrimale) bevágásai alkotják.